# Померанія (провінція)
Провінція Померанія (нім. Provinz Pommern) — провінція Королівства Пруссії з 1815 до 1919, а після розпаду Німецької імперії, до 1946 року, провінція Вільної держави Пруссія. Столицею провінції був Штеттін.

## Історія
1720 році Швеція втратила свої терени, що лежали на схід від Одеру, острова Волін і Узедом, а також частину Західної Померанії, розташовану на південь від річок Пене і на схід від Пєєнєштром згідно зі Стокгольмськими договорами, що завершили Північну війну. Ці ділянки були передані Бранденбург-Пруссії і були інтегровані у Брандербурзьку Померанію. Столиця провінції була перенесена в Штеттин.
У 1814 році відповідно до Кільської угоди Швеції довелося поступитися основну частину Шведської Померанії (за винятком Штральзунда, для якого був встановлений особливий режим) Данії в обмін на розірвання датсько-норвезької унії і передачі Норвегії Швеції.
У 1815 році за підсумками Віденського конгресу після закінчення визвольних воєн територія королівства Пруссія було значно збільшена. Зокрема, Пруссії була передана остання частина, що залишилася Шведській Померанії, включаючи Штральзунд і острів Рюген.